# Football Club Lumezzane
Il Football Club Lumezzane, meglio noto come Lumezzane, è una società calcistica italiana con sede nella città di Lumezzane, in provincia di Brescia. Milita in Serie C, la terza divisione del campionato italiano.
Fondato nel 2018 previa ridenominazione dell'A.S.D. ValgobbiaZanano, prosegue de facto la tradizione sportiva iniziata nel 1946 con la fondazione dell'Associazione Calcio Lumezzane e interrottasi a seguito della cessazione d'attività sopraggiunta al termine della stagione 2017-2018.
La squadra vanta quale maggior successo della propria storia venti stagioni trascorse in terza serie, ove il miglior risultato è costituito da un secondo posto. Nel suo palmarès, a livello nazionale vanta la conquista di una Coppa Italia Lega Pro. Dal 1993 al 2017 ha inoltre accumulato ventiquattro stagioni consecutive nel professionismo.

## Storia

### Gli inizi e la militanza nelle serie dilettantistiche (1946-1993)
L'Associazione Calcio Lumezzane venne fondata nel 1946 e adottò come colori il rosso e il blu (ad imitazione del Genoa) su suggerimento di Mario Zanchigiani. Si iscrisse al campionato di Seconda Divisione dell'Italia settentrionale; il primo presidente fu Ferruccio Gnutti, mentre il primo terreno casalingo fu lo stadio Rossaghe, costruito proprio nel 1946.
Nel campionato 1950-1951 il Lumezzane, guidato dall'allenatore Aldo Dusi e con la formazione capeggiata da Tullio e Sergio Saleri (autori rispettivamente 41 e 17 gol), vinse la Seconda Divisione davanti al Bedizzole ed ottenne la promozione in Prima Divisione. Ad essa fece subito seguito un ulteriore salto di categoria: il terzo posto valse infatti l'accesso alla Promozione, ove i valgobbini rimasero per due anni, per poi ottenere una nuova promozione in IV Serie (all'epoca frequentata da club quali Reggiana, Ravenna, Mantova, Verona e Carpi). A tale serie positiva seguì tuttavia un'immediata retrocessione nel campionato di Promozione e in seguito il scioglimento del sodalizio, poi rimasto inattivo per cinque anni.
A colmare il vuoto lasciato dal calcio a Lumezzane ci pensarono alcuni ex giocatori della squadra che il 6 settembre 1956 fondarono il C.R.A.L. Aziendale Eredi Gnutti che sostituì i propri colori rosso e neri (Milan) in quelli rosso e blu a strisce verticali. L'Eredi Gnutti si sciolse nel 1961.
Il club fu rifondato nella stagione 1961-1962 e ripartì dalla Terza Categoria, guidato dall'allenatore Mario Zanchigiani. Riuscì subito a vincere il proprio girone (battendo il Montichiari per un solo punto) e a conquistare la promozione in Seconda Categoria.
In quel tempo la squadra, non disponendo di un campo di gioco adeguato, dovette usufruire di infrastrutture site al di fuori del territorio comunale di Lumezzane; a tale problema fu data soluzione nel 1988, con l'inaugurazione del Nuovo Stadio Comunale in località Pieve.
Il club rossoblù iniziò quindi a scalare i livelli del calcio italiano: dopo la promozione nel Campionato Interregionale ottenuta al termine della stagione 1988-1989 (con Oriente Tortelli allenatore), nel 1992-1993 la squadra (ora allenata da Oscar Piantoni) terminò il massimo torneo dilettantistico in testa e a pari punti con il Cittadella e in virtù del regolamento ciò rese necessario uno spareggio per decretare la vincitrice del campionato. A prevalere fu il Cittadella, ma a fine stagione il Lumezzane fu ripescato e si garantì un posto in serie Serie C2, accedendo per la prima volta al professionismo.

### Il professionismo (1993-2017)
La permanenza del Lumezzane in Serie C2 durò quattro stagioni, dapprima con Guido Settembrino in panchina, poi con Piero Trainini per le restanti 3 annate.
Il club rossoblù riuscì a proporsi come squadra di vertice, sfiorando costantemente la promozione in Serie C1. Essa arrivò infine domenica 15 maggio 1997, a seguito del pareggio interno per 1-1 contro il Cittadella, che garantì ai valgobbini la matematica promozione in terza serie.
Nelle due stagioni successive il Lumezzane raggiunse i play-off promozione per la Serie B: nel 1997-1998 la corsa dei rossoblù di Elio Gustinetti si fermò in semifinale contro la Cremonese. Nella stagione 1998-1999 il Lumezzane raggiunse la finale contro la Pistoiese: sul campo neutro di Cremona gli arancioni toscani si imposero per 2-1, in una gara segnata peraltro dalle intemperanze del pubblico (i supporters di Pistoia lanciarono infatti un petardo in campo, colpendo alla testa il portiere valgobbino Marco Borghetto, costretto al ricovero in ospedale).

Antonio Buscè con la maglia del Lumezzane nella stagione 1999-2000

Nella stagione 2003-2004 il Lume del tecnico D'Astoli sfiorò per la seconda volta nella sua storia la promozione in Serie B, nuovamente sfumata il 20 giugno 2004 nella finale di ritorno con il Cesena, ove i rossoblù si presentarono dopo aver pareggiato 1-1 l'andata in trasferta. Allo stadio lumezzanese il Cesena infine si impose per 2-1 dopo i tempi supplementari, al termine di una partita caotica, nel corso della quale il centrocampista rossoblù Pietro Strada venne finanche aggredito dai giocatori della panchina del Cesena e dall'allenatore Castori.
Al termine di tale annata il Lumezzane cedette vari giocatori e rifondò la rosa con molti elementi promossi dalle squadre giovanili, comunque capaci, nel campionato 2004-2005, di salvare il club in terza serie.
Nella stagione successiva il confermato allenatore Marco Rossi non riuscì a bissare i buoni risultati dell'anno precedente, tanto da essere esonerato e sostituito da Sandro Salvioni. La mossa tuttavia non serve a salvare il Lumezzane, che perde lo spareggio play-out con la Sambenedettese (alla vittoria rossoblù dell'andata per 3-1 in casa fa seguito una sconfitta 4-0 in trasferta) e scende in Serie C2. Il 2 aprile 2006, grazie ad una speciale deroga della Lega Italiana Calcio Professionistico, il Lumezzane fa esordire nel mondo del calcio professionistico il quindicenne Mario Balotelli, destinato alla fama internazionale nel giro di pochi anni. 
La stagione 2006-2007 vede il Lumezzane salvarsi ai play-out nel doppio confronto con la Biellese (1-0 a Biella per i piemontesi, 3-1 a favore dei rossoblù nel ritorno in Val Gobbia). In panchina, a campionato in corso, torna a sedere il tecnico Giancarlo D'Astoli.
Nella stagione 2007-2008 alla guida del Lumezzane arriva Mario Petrone, con la società che punta apertamente alla promozione in serie C1. Il club chiude effettivamente al primo posto in classifica il girone di andata; nel ritorno tuttavia la squadra subisce una crisi di risultati che porta, in primavera, all'esonero di Petrone. Al suo posto arriva Leonardo Menichini, che riesce a qualificare il Lume ai play-off promozione contro i trentini del Mezzocorona; il doppio pareggio per 0-0 consente infine ai rossoblù di riaccedere alla Serie C1.
Dopo la stagione 2008-2009, nella quale i rossoblù si salvano senza particolari difficoltà, nel biennio 2009-2010 il Lumezzane ottiene due successi: il 28 aprile 2010 infatti i valgobbini vincono il primo trofeo della loro storia, la Coppa Italia Lega Pro, grazie al successo nella doppia finale contro il Cosenza (vittoria 4-1 in casa e pareggio 1-1 in trasferta), dopo aver superato nelle qualificazioni Rodengo Saiano, Pro Patria, Hellas Verona, Potenza e Varese. Il secondo successo è costituito dalla Coppa Italia, ove i ragazzi di mister Leonardo Menichini, partiti ai preliminari nel mese di agosto, sconfiggono nell'ordine Fano, Gallipoli, Ancona e Atalanta, per poi perdere gli ottavi di finale per 2-0 contro l'Udinese.
Nella stagione 2010-2011, concluso il rapporto con Menichini, la società nomina allenatore Davide Nicola, che guida la squadra al sesto posto nella stagione regolare; il Lume tuttavia viene escluso dai play-off essendo in svantaggio negli scontri diretti rispetto al Verona, classificatosi a pari punti. Nella stagione seguente i rossoblù chiudono all'ottavo posto.
Nella stagione 2012-2013 (la ventesima consecutiva tra i professionisti) arriva in rossoblù Gianluca Festa, ex allenatore della Primavera del Cagliari con trascorsi da calciatore tra Serie A e Premier League.
Nella serata del 31 agosto 2012, contestualmente alla presentazione del nuovo staff e della rosa, viene presentato il nuovo inno ufficiale della squadra, scritto e cantato da Anna Bugatti. In campionato la squadra non riesce ad ottenere risultati di buon livello, sicché l'allenatore Gianluca Festa viene esonerato e sostituito da Raffaele Santini, già tecnico della selezione Berretti lumezzanese, che non viene tuttavia confermato per la stagione seguente.
Per il campionato 2013-2014 viene nominato allenatore Michele Marcolini, che aveva frattanto chiuso la carriera di calciatore proprio nel Lumezzane, nella stagione precedente. A fine campionato la squadra si piazza al 14º posto: a seguito della riforma decisa dalla Lega Italiana Calcio Professionistico, volta ad unificare i campionati di terza e quarta serie, il Lumezzane viene ammesso al nuovo torneo di Lega Pro.
La stagione 2014-2015 vede un profondo rinnovamento nello staff tecnico, con l'arrivo dalle giovanili del Chievo di diversi tecnici e collaboratori tra cui l'allenatore Paolo Nicolato che nella stagione precedente ha vinto lo scudetto primavera proprio alla guida della squadra veronese. L'esperienza di Nicolato sulla panchina rossoblù dura però soltanto alcuni mesi poiché a novembre, visti i scarsi risultati ottenuti, viene sostituito da Maurizio Braghin. La situazione però non migliora, sicché a marzo viene richiamato in panchina Nicolato, che guida la squadra al 18º posto finale e ai successivi play-out contro la Pro Patria, nei quali i valgobbini s'impongono per 1-0 nella gara d'andata e per 2-0 in quella di ritorno, conquistando la salvezza.
Non meno difficoltoso si rivela il campionato 2015-2016, nel quale il Lumezzane dimostra sin da subito un rendimento incostante: alla 14ª giornata, dopo quattro sconfitte consecutive, il tecnico Giancarlo D'Astoli viene sollevato dall'incarico e sostituito dal rientrante Paolo Nicolato. La situazione tuttavia non migliora: nelle otto giornate successive i rossoblù conquistano solo sette punti, sicché anche Nicolato viene esautorato e sostituito da Antonio Filippini. Quest'ultimo avvicendamento sortisce l'effetto di allontanare la squadra dalla zona retrocessione e infine di ottenere la salvezza, con un 13º posto finale nel proprio girone.
La retrocessione arriva tuttavia al termine della stagione seguente, che il Lumezzane trascorre costantemente nelle retrovie del proprio girone. A nulla serve il doppio avvicendamento in panchina, con Filippini esonerato in favore di Luciano De Paola e quest'ultimo a sua volta silurato e sostituito da Mauro Bertoni: i rossoblù chiudono penultimi e successivamente pareggiano per 1-1 nella gara secca del play-out contro il Teramo, che mantiene la categoria in virtù della miglior posizione in classifica.

### Ritorno fra i dilettanti e scioglimento (2017-2018)
A stagione conclusa il patron Renzo Cavagna si dichiara disinteressato a far partecipare il Lumezzane all'interregionale dilettantistica e afferma di disconoscere una retrocessione giunta anche a seguito di punti persi negli scontri con sodalizi poi falliti (nello specifico Mantova e Maceratese). Egli punta quindi alla riammissione nella terza serie a supplemento degli organici, lasciati incompleti dalla defezione di alcune società aventi diritto. Il Consiglio Federale della FIGC tuttavia non include i valgobbini tra le squadre ammissibili al reintegro, sicché nel mese di agosto 2017 Cavagna dà mandato agli avvocati di ricorrere al Tribunale Amministrativo Regionale del Lazio contro tale omessa menzione. Parallelamente, nell'incertezza, il club blocca il calciomercato in entrata (inducendo diversi giocatori sotto contratto a trasferirsi altrove) in attesa della decisione vincolante.
Il TAR tuttavia dà torto al Lumezzane, seguito nel mese di settembre dal Collegio di Garanzia del CONI, che a sua volta rigetta il contro-ricorso del club rossoblù. Disconoscendo i pronunciamenti avversi, il Lumezzane prosegue la battaglia legale presso il TAR del Lazio (senza esito) e parallelamente minaccia di non onorare il campionato di competenza. Dopo aver finanche prefigurato la possibilità di non presentare la squadra sui campi di gara, il club decide infine di giocare: stante il già citato blocco al mercato, viene dunque schierata una formazione composta da soli giocatori giovanissimi, in larga parte prelevati dalla selezione Berretti, affidandone la guida all'allenatore Rosolino Puccica. Dopo aver perso le prime sei giornate, il 30 settembre la società riprende a operare sul mercato e innesta in rosa dieci ulteriori calciatori; a dispetto di tale genesi travagliata, il giovanissimo collettivo (composto unicamente da giocatori nati dal 1990 in avanti) riesce ad amalgamarsi e a raccogliere risultati utili, attestando il Lumezzane a metà classifica del girone B. Un calo di rendimento sul finire della stagione porta però all'esonero di Puccica (sostituito il 1º maggio 2018 da Nadir Brocchi), mentre i valgobbini chiudono il girone in 15ª posizione: il successivo play-out contro il Ciserano, disputato in casa il 20 maggio 2018, vede il Lumezzane uscire sconfitto per 2-3 e retrocedere in Eccellenza. Nel dopogara si registrarono inoltre tafferugli e azioni aggressive nei confronti della terna arbitrale da parte di soggetti afferenti alla società, che costarono al club 5000 euro di ammenda e l'irrogazione la disputa di cinque gare interne in campo neutro e a porte chiuse nella stagione successiva. Successivamente la società rinuncia ad iscriversi al campionato di Eccellenza Lombardia 2018-2019 e viene messa in liquidazione, cessando le attività.

### La ripartenza e il ritorno nel professionismo
Entra a questo punto in gioco l'Associazione Sportiva Dilettantistica ValgobbiaZanano, secondo club lumezzanese, fondato nel 2003 a seguito della fusione tra i sodalizi Valgobbia 1974 e Zanano (società calcistica della limitrofa Sarezzo) e militante in Promozione. Col benestare dell'amministrazione municipale e della proprietà del vecchio club, nonché l'apporto economico dell'imprenditore Lodovico Camozzi, il sodalizio in questione - presieduto da Vincenzo Picchi, già dirigente rossoblù fin dal 1972 - adotta la denominazione di Football Club Lumezzane VGZ Associazione Sportiva Dilettantistica, ottiene di poter giocare allo stadio Tullio Saleri e inizia a vestire maglie rossoblù (in sostituzione del proprio pattern gialloblù). In tal modo viene data continuità de facto alla tradizione sportiva iniziata nel 1946, che "riprende" dal girone D della sesta divisione lombarda, ove i valgobbini si posizionano al secondo posto e accedono ai play-off intergirone, nei quali vengono poi eliminati al terzo turno dal Prevalle. A fine stagione il "nuovo Lumezzane" viene comunque ripescato in Eccellenza. 
Nel dicembre 2021 il consiglio di amministrazione rossoblù delibera all'unanimità l'abbandono dell'acronimo VGZ e l'adozione della denominazione Football Club Lumezzane Società Sportiva Dilettantistica.
Nella stagione 2021-2022 il Lumezzane si affida all'allenatore Arnaldo Franzini, che lo conduce a vincere il proprio girone nel campionato d'Eccellenza e a centrare la promozione in Serie D; nei successivi mesi estivi accede alla presidenza l'ex calciatore Andrea Caracciolo, che aveva appena concluso la propria carriera agonistica proprio con la maglia rossoblù. Nell'annata 2022-2023 i valgobbini (sempre guidati da Franzini) si propongono subito al vertice del girone B di Serie D, ingaggiando un prolungato duello con l'Alcione di Milano per il primato in classifica; il Lumezzane infine prevale nelle giornate conclusive e si assicura il ritorno in Serie C dopo sei anni d'assenza. Alla prima stagione in Serie C, il Lumezzane ottiene un nono posto con conseguente qualificazione ai play-off, nei quali viene eliminato al primo turno dal Legnago. La stagione 2024-2025 si rivela più difficoltosa della precedente, con i valgobbini che ottengono la salvezza matematica solamente alla penultima giornata, chiudendo il torneo con una striscia negativa di 14 gare senza vittorie.

## Colori e simboli

### Colori
I colori sociali del Lumezzane sono il rosso e il blu, adottati nel 1946 su suggerimento di uno dei soci fondatori del club, Mario Zanchigiani, tifoso del Genoa. La maglia interna è equamente partita nei due colori, la maglia esterna è tipicamente bianca con finiture rossoblù, mentre le terze divise (laddove impiegate) sono state solitamente verdi o gialle.

### Simboli ufficiali

#### Stemma
Storicamente l'emblema societario ricalca fedelmente lo stemma araldico comunale di Lumezzane (recante un maglio con una ruota dentata, il Sole splendente, tre spade romane poste in orizzontale e lo stemma della famiglia Avogadro).
La prima versione prevedeva che il blasone fosse contenuto in uno scudo francese moderno, con aggiunta in capo una fascia trasversale contenente la dicitura A.C. LUMEZZANE.
La rifondazione del 2018 ha comportato un rebranding: il design dello stemma è stato inserito nella foggia di uno scudo svizzero, mentre la nuova ragione sociale F.C. LUMEZZANE VGZ 2018 si colloca nella cuspide inferiore. Nel 2021 i riferimenti al Valgobbiazanano e all'anno di rinascita sono stati eliminati.

Stemma in uso dal 2009 al 2018.
Stemma in uso dal 2018 al 2021
Stemma in uso dal 2021

#### Inno
L'inno ufficiale del Lumezzane, Alé Lumezzane, scritto da Angél Bonomi, venne registrato nel maggio del 1981 su 45 giri presso lo studio "International Audio Film" di Brescia. Nel 2012, venne presentato ed adottato un nuovo inno, Vai Lume!, scritto e cantato da Anna Bugatti, che in un secondo momento fu però scartato per riadottare il brano di Bonomi.

## Strutture

### Stadio

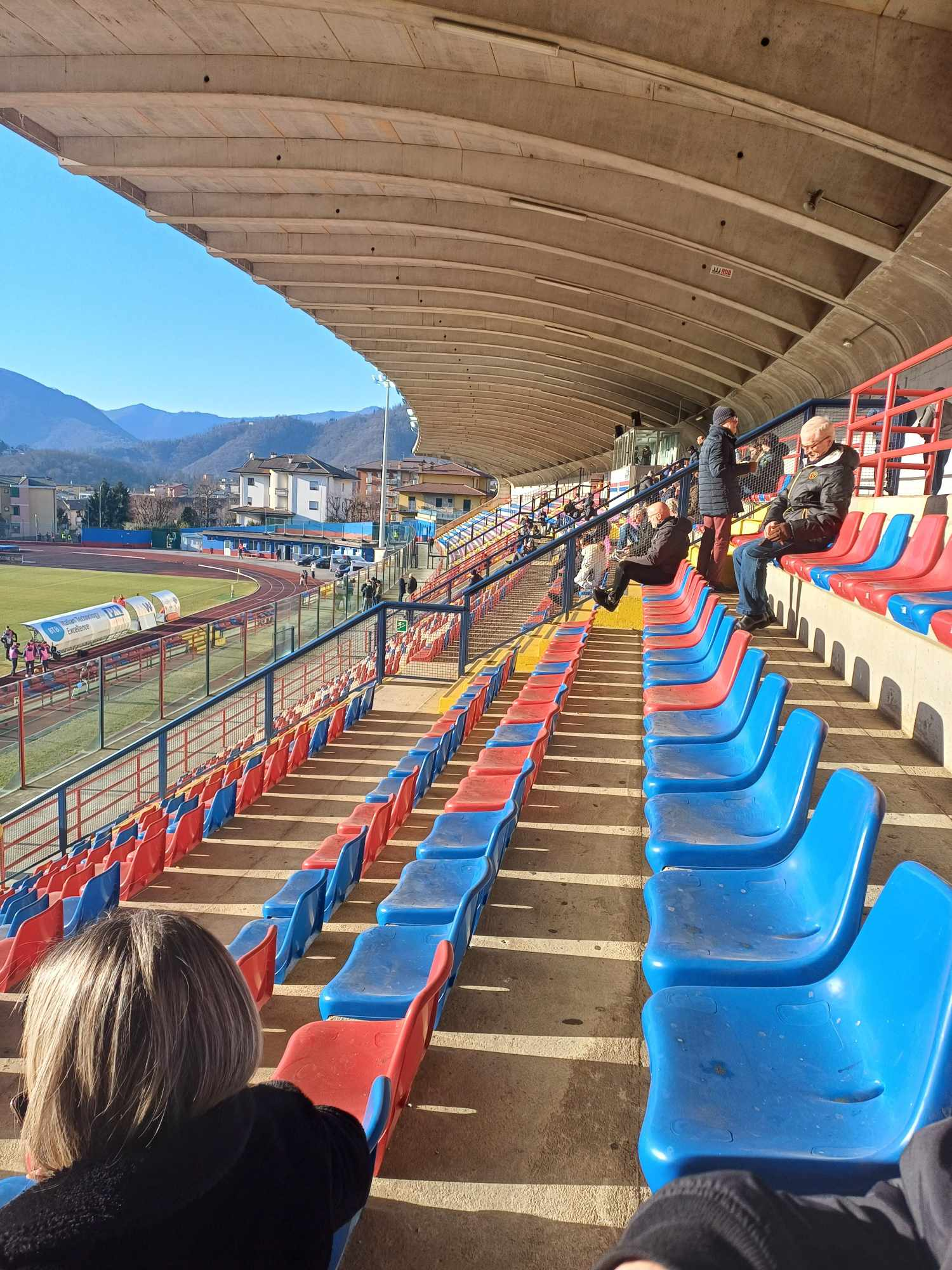
La tribuna dello stadio Tullio Saleri.

Il Lumezzane giocò inizialmente le partite di casa allo stadio Rossaghe costruito nel 1946. Successivamente, a causa dell'inadeguatezza del proprio impianto il Lume fu spesso obbligato a giocare le proprie gare interne nei diversi campi di provincia. Per evitare questo problema venne costruito lo stadio Tullio Saleri, sito in località Pieve. Inaugurato nel 1988 con l'appellativo Nuovo Stadio Comunale, ha una capienza di 4.150 spettatori. Dal 27 ottobre 2013 è intitolato all'ex giocatore (dal 1948 al 1963) ed allenatore (dal 1966 al 1978) dei rossoblù, scomparso nel 1994.

### Centro di allenamento
Come centri di allenamento per il Lumezzane vengono utilizzati lo stadio Rossaghe, il campo Villaggio Gnutti e lo stadio Tullio Saleri.

## Società
Dal 2018 il club si è strutturato in forma di public company, compartecipata pariteticamente da una ventina di soci, nessuno dei quali può (ai sensi dello statuto) assumere una posizione dominante.

### Organigramma societario
Aggiornato al 17 gennaio 2024:
- Andrea Caracciolo - Presidente e membro del CDA
- Vincenzo Picchi - Presidente emerito e procuratore speciale
- Michelangelo Vitali - Direttore generale
- Simone Pesce[33] - Direttore sportivo prima squadra maschile
- Diego Rossi - Direttore sportivo prima squadra femminile
- Edoardo Brunetti - Responsabile comunicazione
- Alessandro Rinaldi - Responsabile marketing
- Laura Aloe - Segretaria amministrativa
- Stefano Franchi - Team manager prima squadra maschile
- Roberto Antonini - Team manager prima squadra femminile
- Cristiano Sala - Responsabile settore giovanile
- Nolan Zani - Segretario settore giovanile

### Sponsor
Di seguito l'elenco dei fornitori tecnici del Lumezzane:
| Cronologia degli sponsor tecnici - 1990-2000 Virma - 2000-2006 Hummel - 2006-2008 Lotto - 2008-2010 Diadora - 2010-2015 Acerbis - 2015-2017 Profiler - 2017-2020 Acerbis - 2020-2022 Kappa - 2022- Acerbis |

### Settore giovanile

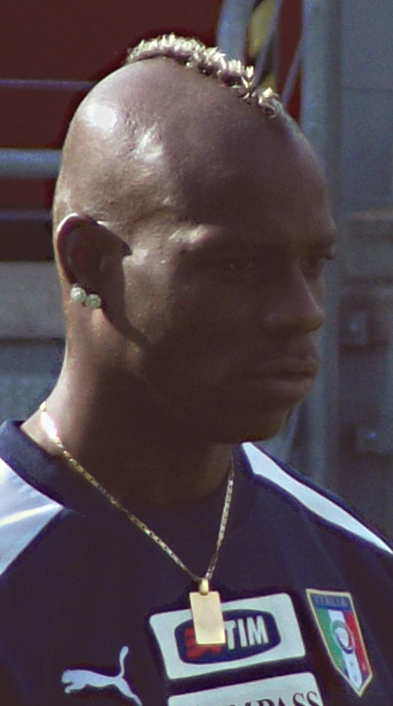
Mario Balotelli debuttò da professionista con il Lumezzane nel 2006

Il settore giovanile del Lumezzane si compone da squadre che vanno dagli under-19 agli under-9 e dalla scuola calcio. La società vanta anche un folto gruppo di ragazze e bambine che danno nascita alle squadre femminili under-19, under-15 e scuola calcio.
Nel settore giovanile del Lumezzane si è formato calcisticamente il già citato Mario Balotelli.

## Allenatori e presidenti
Di seguito l'elenco degli allenatori e dei presidenti del Lumezzane:
- 1946-1950 ...
- 1950-1951  Aldo Dusi
- 1951-1956 ...
- 1956-1961 Inattivo
- 1961-1962  Mario Zanchigiani
- 1962-1966 ...
- 1966-1978  Tullio Saleri
- 1978-1979 ...
- 1978-1980  Luigi Maifredi
- 1980-1987 ...
- 1987-1988  Renato Damonti
- 1988-1989  Oriente Tortelli
- 1989-1990  Renato Damonti
- 1990-1991 ...
- 1991-1993  Oscar Piantoni
- 1993-1994  Guido Settembrino
- 1994-1997  Giovanni Trainini
- 1997-1998  Elio Gustinetti
- 1998-1999  Mario Beretta (1ª-20ª)
 Alessandro Scanziani (21ª-34ª e play-off)
- 1999-2000  Alessandro Scanziani (1ª-24ª)
 Giuseppe Pillon (25ª-34ª e play-out)
- 2000-2004  Giancarlo D'Astoli
- 2004-2005  Marco Rossi
- 2005-2006  Marco Rossi (1ª-26ª)
 Sandro Salvioni (27ª-34ª e play-out)
- 2006-2007  Giancarlo D'Astoli
- 2007-2008  Mario Petrone (1ª-31ª)
 Leonardo Menichini (32ª-34ª e play-off)
- 2008-2010  Leonardo Menichini
- 2010-2012  Davide Nicola
- 2012-2013  Gianluca Festa (1ª-27ª)
 Raffaele Santini (28ª-32ª)
- 2013-2014  Michele Marcolini
- 2014-2015  Paolo Nicolato (1ª-10ª)
 Maurizio Braghin (11ª-28ª)
 Paolo Nicolato (29ª-38ª e play-out)
- 2015-2016  Giancarlo D'Astoli (1ª-14ª)
 Paolo Nicolato (15ª-22ª)
 Antonio Filippini (23ª-38ª)
- 2016-2017  Antonio Filippini (1ª-8ª)
 Luciano De Paola (9ª-24ª)
 Mauro Bertoni (25ª-38ª e play-out)
- 2017-2018  Rosolino Puccica (1ª-37ª)
 Nadir Brocchi (38ª e play-out)
- 2018-2019  Roberto Inverardi
- 2019-2020  Andrea Quaresmini
- 2020-2021  Marius Stankevičius
- 2021-2025  Arnaldo Franzini
- 2025-  Massimo Paci

- 1946-?  Ferruccio Gnutti
- ?-1955  Natale Bonomi
- 1956-1961 Inattivo
- 1961-?  Guido Bugatti
- ?-?  Ilario Bonomi
- ?-?  Giovanni Picchi
- ?-?  Geromino Camozzi
- ?-?  Marcello Bonomi
- ?-?  Carlo Bonomi
- ?-1993  Evaristo Bertoli
- 1993-2002  Aldo Bonomi
- 2002-2003  Giambattista Prandelli
- 2003-2006  Giambortolo Pozzi
- 2006-2018  Renzo Cavagna (Amm. Unico)
- 2018-2022  Vincenzo Picchi
- 2022-  Andrea Caracciolo

## Calciatori

### Capitani
- ... (1946-1955)
- Inattivo (1956-1961)
- ... (1961-1975)
- Carlo Bonomi (1975-1980)
- ... (1980-1994)
- Damiano Sonzogni (1994-1998)
- ... (1998-1999)
- Massimiliano Caliari (1999-2000)
- ... (2000-2001)
- Stefano Botti (2001-2007)
- Michele Cazzarò (2007-2008)
- Massimo Gazzoli (2008-2010)
- Emerson Ramos Borges (2010-2011)
- Michele Pini (2011-2012)
- Michele Marcolini (2012-2013)
- Davide Mandelli (2013)
- Marco Belotti (2013-2016)
- Gaël Genevier (2016-2017)
- Alessandro Pasotti (2017-2018)
- Angelo Guerra (2018-2019)
- Viserjan Lleshaj (2019-2020)
- Andrea Caracciolo (2020-2022)
- Simone Pesce (2022-2024)
- Eros Pisano (2024-)

## Palmarès

### Competizioni nazionali
- Coppa Italia Lega Pro: 1

2009-2010

### Competizioni interregionali
- Serie C2: 1

1996-1997 (girone A)
- Serie D: 1

2022-2023 (girone B)

### Competizioni regionali
- Eccellenza: 1

2021-2022 (girone C)
- Promozione: 2

1953-1954 (girone A), 1988-1989 (girone D)
- Prima Categoria: 1

1966-1967 (girone A)

### Competizioni provinciali
- Seconda Divisione: 1

1950-1951
- Terza Categoria: 2

1961-1962 (girone A), 1963-1964 (girone A)

### Altri piazzamenti
- Serie C1:

Secondo posto: 2003-2004 (girone A)
Terzo posto: 1998-1999 (girone A)
- Serie C2:

Secondo posto: 1994-1995 (girone A), 1995-1996 (girone A)
Vittoria play-off: 2007-2008 (girone A)
- Campionato Nazionale Dilettanti:

Secondo posto: 1992-1993 (girone B)
- Campionato Interregionale:

Secondo posto: 1991-1992 (girone B)
Terzo posto: 1990-1991 (girone C)
- Eccellenza:

Secondo posto: 2019-2020 (girone C), 2020-2021 (girone C)
- Promozione:

Secondo posto: 2018-2019 (girone D)
Terzo posto: 1978-1979 (girone C), 1980-1981 (girone C), 1983-1984 (girone C)
- Prima Divisione:

Terzo posto: 1951-1952 (girone A)
- Seconda Categoria:

Secondo posto: 1965-1966 (girone A)
Terzo posto: 1964-1965 (girone A)
- Coppa Italia Serie C:

Finalista: 2000-2001
Semifinalista: 1999-2000

## Statistiche e record

### Partecipazione ai campionati

#### Campionati nazionali
| Livello | Categoria                       | Partecipazioni | Debutto   | Ultima stagione | Totale |
| ------- | ------------------------------- | -------------- | --------- | --------------- | ------ |
| 3º      | Serie C                         | 2              | 2023-2024 | 2024-2025       | 20     |
| 3º      | Serie C1                        | 9              | 1997-1998 | 2005-2006       | 20     |
| 3º      | Lega Pro Prima Divisione        | 6              | 2008-2009 | 2013-2014       | 20     |
| 3º      | Lega Pro                        | 3              | 2014-2015 | 2016-2017       | 20     |
| 4º      | Serie C2                        | 6              | 1993-1994 | 2007-2008       | 10     |
| 4º      | IV Serie                        | 2              | 1954-1955 | 1955-1956       | 10     |
| 4º      | Serie D                         | 2              | 2017-2018 | 2022-2023       | 10     |
| 5º      | Campionato Interregionale       | 3              | 1989-1990 | 1991-1992       | 4      |
| 5º      | Campionato Nazionale Dilettanti | 1              | 1992-1993 | 1992-1993       | 4      |

#### Campionati regionali
| Livello | Categoria         | Partecipazioni | Debutto   | Ultima stagione | Totale |
| ------- | ----------------- | -------------- | --------- | --------------- | ------ |
| I       | Eccellenza        | 3              | 2019-2020 | 2021-2022       | 29     |
| I       | Promozione        | 24             | 1952-1953 | 1988-1989       | 29     |
| I       | Prima Categoria   | 1              | 1966-1967 | 1966-1967       | 29     |
| I       | Prima Divisione   | 1              | 1951-1952 | 1951-1952       | 29     |
| II      | Promozione        | 1              | 2018-2019 | 2018-2019       | 7      |
| II      | Seconda Categoria | 3              | 1962-1963 | 1965-1966       | 7      |
| II      | Seconda Divisione | 3              | 1948-1949 | 1950-1951       | 7      |
| III     | Terza Categoria   | 2              | 1961-1962 | 1963-1964       | 2      |

### Partecipazione alle coppe
| Competizione          | Partecipazioni | Debutto   | Ultima stagione | Totale |
| --------------------- | -------------- | --------- | --------------- | ------ |
| Coppa Italia          | 11             | 1998-1999 | 2013-2014       | 11     |
| Coppa Italia Serie C  | 15             | 1993-1994 | 2007-2008       | 24     |
| Coppa Italia Lega Pro | 9              | 2008-2009 | 2016-2017       | 24     |
| Coppa Italia Serie D  | 2              | 2017-2018 | 2022-2023       | 2      |

### Statistiche di squadra
Il Lumezzane ha esordito nel calcio professionistico nel 1993, con l'approdo in Serie C2. Da quella stagione in poi i rossoblù hanno disputato 24 campionati professionistici consecutivi tra Serie C2, Serie C1, Lega Pro Prima Divisione e Lega Pro. Il miglior piazzamento della squadra è stato il secondo posto nella stagione di Serie C1 2003-2004 con conseguente sconfitta nella finale dei play-off per la seconda volta.
L'esordio nei campionati dilettantistici avviene invece nel 1948, con l'iscrizione in Seconda Divisione. Le stagioni nei dilettanti sono complessivamente 41. Il miglior piazzamento è costituito da tre secondi posto consecutivi (tra Interregionale e C.N.D.), dal 1990 al 1993, quando il Lumezzane perde lo spareggio per il primo posto contro il Cittadella.

### Statistiche individuali
Il calciatore con più presenze nel Lumezzane è Stefano Botti, che ha totalizzato 340 apparizioni dal 1995 al 2007. Il calciatore che ha realizzato più reti col Lumezzane è Tullio Saleri, dal 1948 al 1956 e dal 1961 al 1963.
| Record di presenze - 340 Stefano Botti (1995-2007) - 314 Carlo Bonomi (1970-1980) - 296 Damiano Sonzogni (1990-1998) - 249 Michele Sella (1993-2004) - 207 Marco Borghetto (1998-2005) | Record di reti - ? Tullio Saleri (1948-1956, 1961-1963) - 39 Carlo Taldo (1997-1999, 2005-2006) - 36 Diego Zanin (1993-1996) - 31 Massimiliano Guidetti (2000-2003) |

## Tifoseria

### Storia
Data la tradizione sportiva sociale (mai spintasi al di sopra della terza serie nazionale) e la vicinanza geografica con le sedi di società più blasonate e popolari quali Brescia e Atalanta, il Lumezzane ha una tifoseria di ridotte dimensioni ed estremamente localizzata. A titolo d'esempio, nel biennio 2005-2006 gli abbonati erano 414 e la media di pubblico alle gare interne si attestava a 557 unità.
Scarsissima ed estemporanea la presenza sugli spalti di gruppi organizzati, sia d'ispirazione moderata che ultras: tra le sigle che hanno accompagnato i rossoblù si annoverano Warriors, Reparto Neuro, Ultras, Chei de Hemper e i più longevi Kapovolti.

### Gemellaggi e rivalità
Non è segnalata l'esistenza di particolari amicizie e rivalità.

## Organico

### Rosa 2025-2026
Aggiornata al 20 agosto 2025
| N. |                    | Ruolo | Calciatore          |
| -- | ------------------ | ----- | ------------------- |
| 1  | Italia (bandiera)  | P     | Stefano Filigheddu  |
| 2  | Italia (bandiera)  | D     | Jacopo Deratti      |
| 4  | Italia (bandiera)  | C     | Fabrizio Paghera    |
| 5  | Italia (bandiera)  | C     | Samuele D'Agostino  |
| 6  | Italia (bandiera)  | D     | Cesare Pogliano     |
| 7  | Italia (bandiera)  | A     | Matteo Ferro        |
| 8  | Italia (bandiera)  | A     | Mirko Lipari        |
| 10 | Italia (bandiera)  | A     | Manuele Malotti     |
| 11 | Italia (bandiera)  | A     | Alessandro Ghillani |
| 12 | Italia (bandiera)  | P     | Lorenzo Battagliola |
| 15 | Senegal (bandiera) | D     | Maissa Ndiaye       |
| 17 | Italia (bandiera)  | D     | Davide De Marino    |
| 19 | Italia (bandiera)  | C     | Mattia Rolando      |
| 20 | Italia (bandiera)  | A     | Luigi Caccavo       |

| N. |                   | Ruolo | Calciatore             |
| -- | ----------------- | ----- | ---------------------- |
| 21 | Italia (bandiera) | A     | Mattia Iori            |
| 22 | Italia (bandiera) | P     | Francesco Bonardi      |
| 23 | Italia (bandiera) | C     | Marco Moscati          |
| 25 | Italia (bandiera) | D     | Marco Pagliari         |
| 27 | Italia (bandiera) | C     | Gesualdo Napolitano    |
| 28 | Italia (bandiera) | C     | Matteo Scanzi          |
| 29 | Italia (bandiera) | D     | Francesco Gallea Beidi |
| 37 | Italia (bandiera) | C     | Edoardo Ferretti       |
| 39 | Italia (bandiera) | C     | Alessandro Serpa       |
| 45 | Italia (bandiera) | A     | Gaetano Monachello     |
| 76 | Italia (bandiera) | C     | Francesco Simoncelli   |
| 77 | Italia (bandiera) | D     | Samuele Diodato        |
| 95 | Italia (bandiera) | D     | Matteo Motta           |

### Staff tecnico
Aggiornato al 28 luglio 2025
- Simone Pesce - Direttore sportivo
- Massimo Paci – Allenatore
- Roberto Guana - Allenatore in seconda
- Fabio Patuzzi – Preparatore dei portieri
- Mauro Balestrini - Collaboratore
- Pablo Lischetti – Preparatore atletico
- Achille Lazzaroni – Medico sociale
- Italo Mini – Fisioterapista
- Stefano Dalvai – Fisioterapista
- Roberto Rossini – Fisioterapista